# Okręg Korpusu Nr X
Okręg Korpusu Nr X (OK X) – okręg wojskowy Wojska Polskiego II RP w latach 1921–1939 z siedzibą dowództwa w Przemyślu.

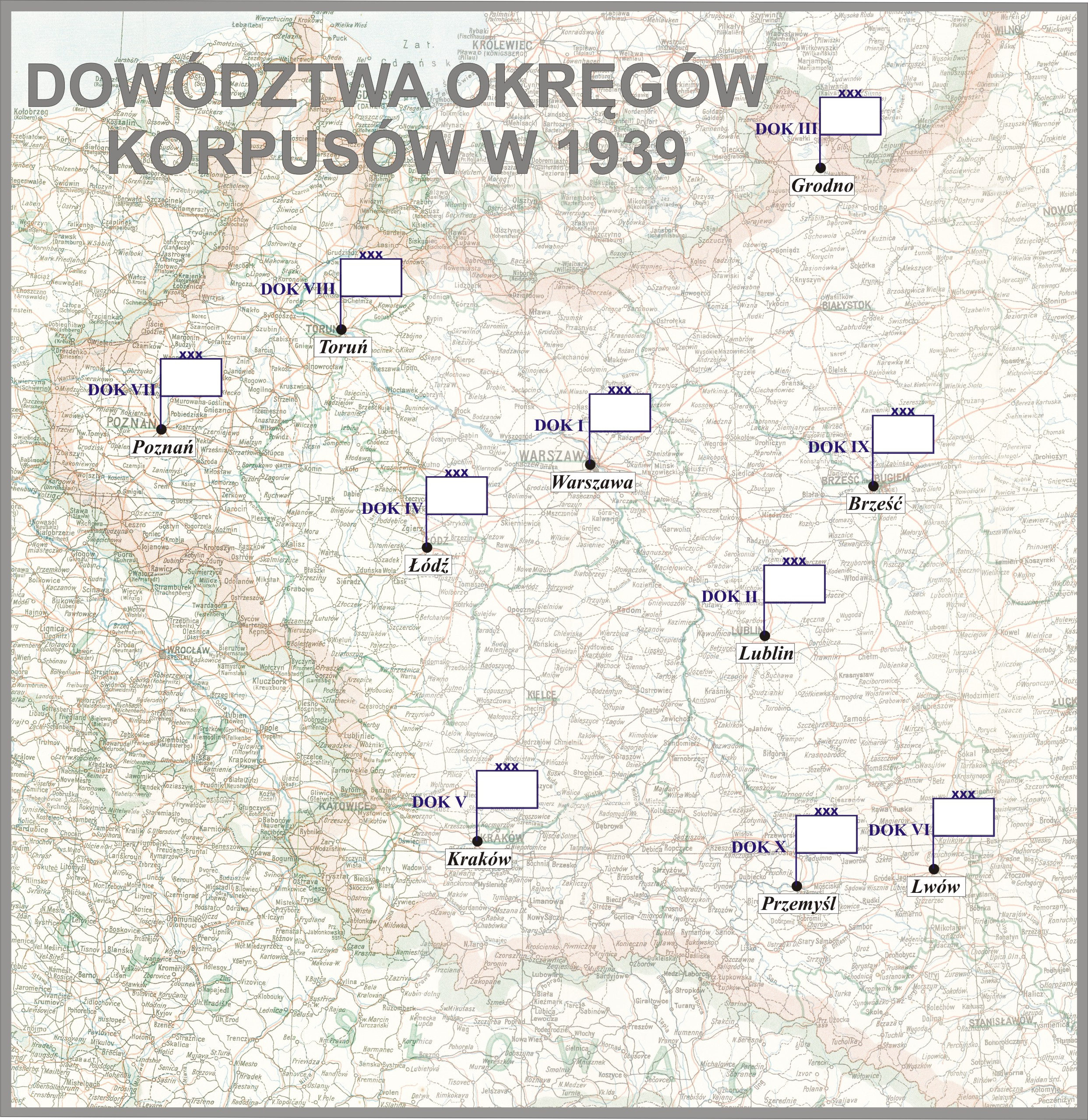
DOK w 1939

## Zasięg terytorialny okręgu w latach 1938–1939
Okręg Korpusu nr X obejmował 9,6% ogółu powierzchni państwa. Dysponował 12,8% ogółu rezerw. Na terenie OK nr X zamieszkiwało 67,8% Polaków.

## Jednostki i instytucje wojskowe stacjonujące na obszarze OK VI
Wyższe dowództwa
- Dowództwo Okręgu Korpusu Nr X w Przemyślu

### Wielkie jednostki, oddziały i pododdziały broni
Piechota
- Dowództwo 2 Dywizji Piechoty Legionów w Kielcach
- Dowództwo 22 Dywizji Piechoty Górskiej w Przemyślu
- Dowództwo 24 Dywizji Piechoty w Jarosławiu
- Podkarpacka Brygada Obrony Narodowej w Przemyślu
- 1 pułk piechoty KOP

Kawaleria
- Dowództwo 10 Brygady Kawalerii w Rzeszowie

Artyleria
- 10 Grupa Artylerii w Przemyślu
- 10 pułk artylerii ciężkiej
- 10 dywizjon artylerii konnej w Jarosławiu

Wojska Samochodowe i Bronie Pancerne
- II batalion 1 pułku czołgów w Żurawicy
- 2 pułk czołgów w Żurawicy (1931-1933)
- 2 batalion czołgów i samochodów pancernych w Żurawicy (1933-1935)
- 10 dywizjon samochodowy w Przemyślu (do 1935)
- 2 batalion pancerny w Żurawicy (1935-1939)

Saperzy
- 4 pułk saperów w Sandomierzu (1921-1929)
- 4 batalion saperów w Sandomierzu (1929-1930) i Przemyślu (1930-1939)
- 4 pułk saperów w Przemyślu (1939)

Łączność
- 2 pułk łączności w Jarosławiu
- 6 batalion telegraficzny w Jarosławiu

Wojska Taborowe (Tabory)
- 10 dywizjon taborów w Radymnie

Żandarmeria
- 10 dywizjon żandarmerii w Przemyślu

### Oddziały i zakłady służb
Służba zdrowia
- Okręgowy Szpital Nr X → 10 Szpital Okręgowy w Przemyślu

Kierownictwa rejonów sanitarnych zostały utworzone w listopadzie 1921 roku, natomiast ich likwidacja została przeprowadzona w kwietniu 1924 roku.
- Kierownictwo Rejonu Sanitarnego Jarosław
- Kierownictwo Rejonu Sanitarnego Kielce
- Kierownictwo Rejonu Sanitarnego Przemyśl
- Szpital Rejonowy Kielce (do 1929) → GICh
- Filia w Busku Szpitala Rejonowego Kielce
- Szpital Rejonowy Jarosław (do 1925) → GICh
- Filia w Rzeszowie Szpitala Rejonowego w Jarosławiu (do 1923) → GICh
- Szpital Rejonowy Stryj (do 1924)
- Szpital Sezonowy w Busku (1919-1939)
- Garnizonowa Izba Chorych w Jarosławiu (1925-1939)
- Garnizonowa Izba Chorych w Kielcach (1929-1934)
- Garnizonowa Izba Chorych w Rzeszowie (1923-1931)
- 10 batalion sanitarny w Przemyślu (1922-1926)
- Kadra 10 Batalionu Sanitarnego w Przemyślu (1926-1931) → Kadra Zapasowa 10 Szpitala Okręgowego

Służba remontu
- Komenda Uzupełnień Koni Nr 28 w Przemyślu
- Komenda Uzupełnień Koni Nr 29 w Jarosławiu
- Komenda Uzupełnień Koni[2] Nr 30 w Kielcach
- 10 Zapas Młodych Koni w Jarosławiu

Służba sprawiedliwości
- Wojskowy Sąd Okręgowy Nr X w Przemyślu
- Wojskowa Prokuratura Okręgowa nr 10
- Wojskowy Sąd Rejonowy w Przemyślu
- Wojskowy Sąd Rejonowy w Kielcach
- Wojskowy Sąd Rejonowy w Jarosławiu
- Wojskowe Więzienie Śledcze nr 10 w Przemyślu

Służba weterynaryjna
- Okręgowy Szpital Koni Nr X w Przemyślu

Służba uzbrojenia
- 10 Składnica Uzbrojenia w Przemyślu

Służba intendentury
- Okręgowy Zakład Gospodarczy Nr X - Przemyśl
- Okręgowy Zakład Mundurowy Nr X - Przemyśl
- Rejonowy Zakład Gospodarczy - Kielce
- Rejonowy Zakład Gospodarczy - Jarosław
- Składnica Materiału Intendenckiego nr 10 w Przemyślu
- Składnica Materiału Intendenckiego nr 24 w Jarosławiu

Służba uzupełnień
- Powiatowa Komenda Uzupełnień Przemyśl
- Powiatowa Komenda Uzupełnień Drohobycz
- Powiatowa Komenda Uzupełnień Gródek Jagielloński
- Powiatowa Komenda Uzupełnień Jarosław
- Powiatowa Komenda Uzupełnień Kielce
- Powiatowa Komenda Uzupełnień Łańcut
- Powiatowa Komenda Uzupełnień Nisko
- Powiatowa Komenda Uzupełnień Ostrowiec
- Powiatowa Komenda Uzupełnień Pińczów
- Powiatowa Komenda Uzupełnień Rzeszów
  - mjr tab. Henryk Szwajkowski (II 1927 – X 1930)
  - mjr piech. Eugeniusz Butyter (od X 1930[3])
- Powiatowa Komenda Uzupełnień Sanok
- Powiatowa Komenda Uzupełnień Sambor
- Powiatowa Komenda Uzupełnień Wierzbnik

W latach 1938–1939

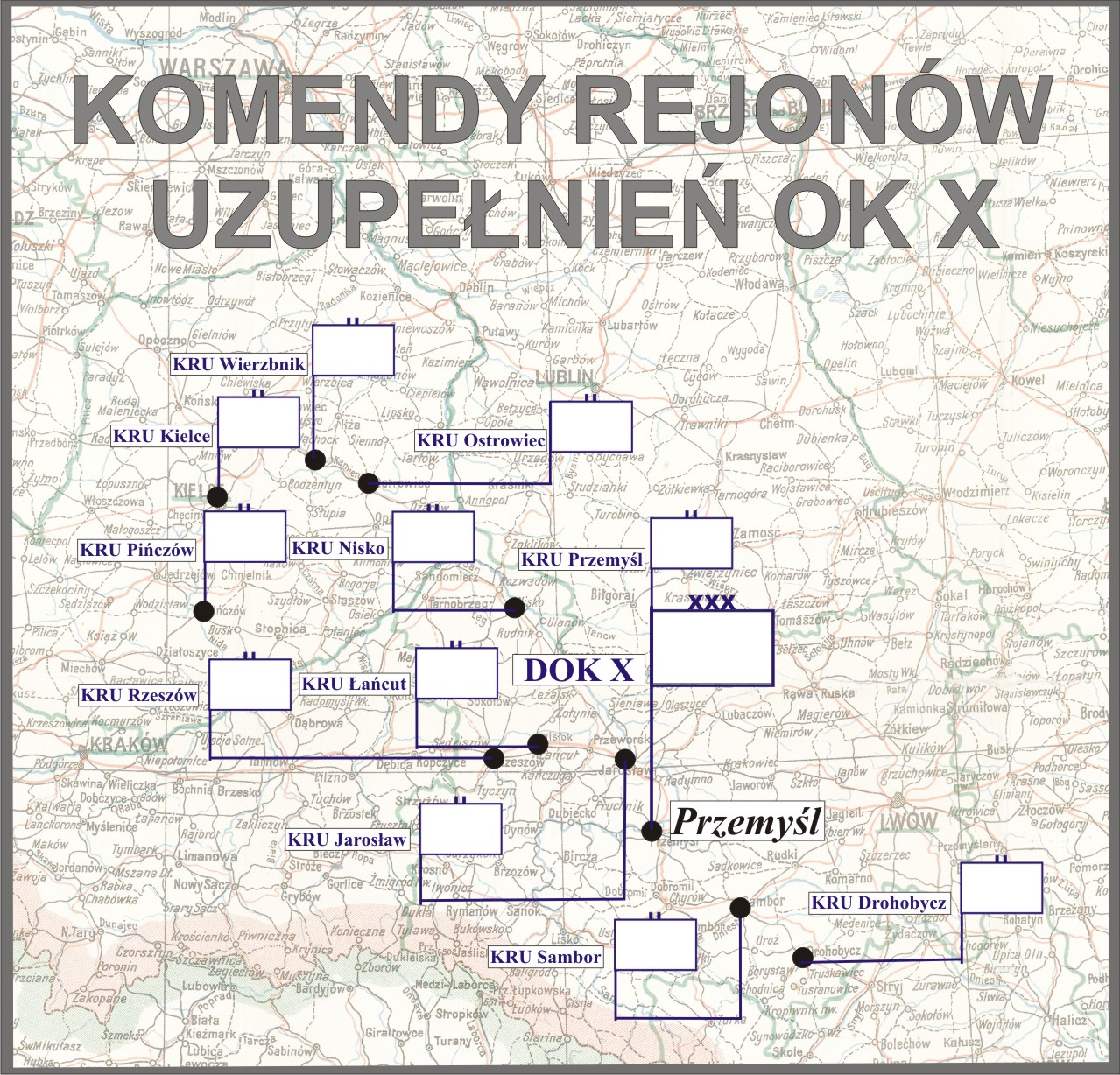
Komendy rejonów uzupełnień OK X

- Komenda Rejonu Uzupełnień Drohobycz
- Komenda Rejonu Uzupełnień Jarosław
- Komenda Rejonu Uzupełnień Kielce
- Komenda Rejonu Uzupełnień Łańcut
- Komenda Rejonu Uzupełnień Nisko
- Komenda Rejonu Uzupełnień Ostrowiec
- Komenda Rejonu Uzupełnień Pińczów
- Komenda Rejonu Uzupełnień Przemyśl
- Komenda Rejonu Uzupełnień Rzeszów
- Komenda Rejonu Uzupełnień Sanok
- Komenda Rejonu Uzupełnień Sambor
- Komenda Rejonu Uzupełnień Wierzbnik

Służba duszpasterska